# Mörser von Belgrad

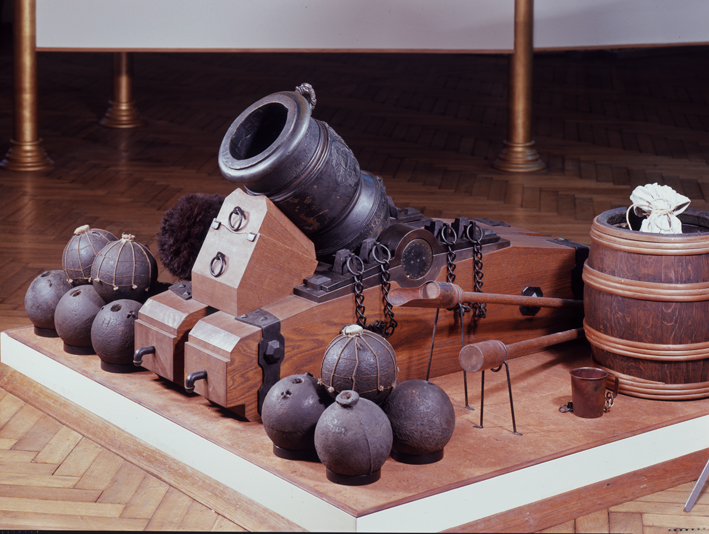
Der Mörser von Belgrad

Der Mörser von Belgrad ist ein zehnpfündiger stehender Mörser und wurde 1714 von Leopold Halil, der als Stückgießer zwischen 1714 und 1738 erwähnt wird, in Wien gegossen. Er besteht aus Bronze, hat ein Kaliber von 17 cm; die weiteren Maße lauten: Außendurchmesser 26,5 cm; Länge des Fluges 26 cm; Tiefe der Pulverkammer 13 cm; Gewicht 153 kg.

## Beschreibung
Am oberen Feld befinden sich Henkel in Form eines Delfins, im Mittelfeld ein Hochrelief mit dem kaiserlichen Doppeladler und dem Monogramm Kaiser Karls VI. „C. VI.“. Zu beiden Seiten des Wappens befinden sich nachträglich eingeschnittene Darstellungen, links: Ansicht einer türkischen Festung, in der ein einfallendes Geschoss eine Explosion verursacht; rechts: Brustbild des Prinzen Eugen von Savoyen. Die Zündpfanne hat die Form einer bärtigen Maske, darunter befindet sich die Gießerinschrift:
„GOS : M : L : HALIL.K : S : I W / 1714“ („Goss mich Leopold Halil kaiserlicher Stückgießer in Wien“).
Weiters eine später angebrachte, zusätzliche Inschrift:
„ANNO 1717 DEN 14.AUGUSTI / WAR ICH DER FÖSTUNG BELGRAD GESETZT ZUM GROSSEN SCHRÖCKEN / UND MEINE KLEINE BOM MUST VIEL ZUM TOD AUFWECKEN / SIE SCHLUG INS PULVER HAUS UND LIESE NICHTS DARIN / ALS IAMER TOD UND GRAUS DEN SCHRÖCKLICHSTEN RUIN“.
Diese Inschrift sowie die beiden eingeschnittenen Darstellungen beziehen sich auf ein ganz konkretes Geschehen: Der Mörser wurde 1717 während der Belagerung Belgrads durch die Kaiserliche Armee unter Prinz Eugen eingesetzt. Am 14. August 1717 zwischen 6 und 7 Uhr morgens traf ein Geschoss aus dem Mörser das Hauptmunitions- bzw. Pulverlager des von den Türken verteidigten Belgrad. Die Folge waren weitreichende Verwüstungen der Stadt und etwa 3.000 Tote.
Das Mörserrohr befand sich ursprünglich in der Sammlung alter Geschütze im k.k. Artillerie-Arsenal und wurde später dem k.u.k. Heeresmuseum übergeben. Die Lafette ist ein Nachbau der zu Beginn des 18. Jahrhunderts üblichen Mörserschleifen.